# NGC 3558
NGC 3558 est une vaste galaxie elliptique relativement éloignée et située dans la constellation de la Grande Ourse. NGC 3558 a été découverte par l'astronome prussien Heinrich Louis d'Arrest en 1836.

## Caractéristiques

### Distance
Sa vitesse par rapport au fond diffus cosmologique est de 9 908 ± 21 km/s, ce qui correspond à une distance de Hubble de 146 ± 10 Mpc (∼476 millions d'al).
À ce jour, une mesure non basée sur le décalage vers le rouge (redshift) donne une distance d'environ 155,000 Mpc (∼506 millions d'al). Cette valeur est à l'intérieur des valeurs de la distance de Hubble. Notons cependant que c'est avec la valeur moyenne des mesures indépendantes, lorsqu'elles existent, que la base de données NASA/IPAC calcule le diamètre d'une galaxie et qu'en conséquence le diamètre de NGC 3558 pourrait être d'environ 49,8 kpc (∼162 000 al) si on utilisait la distance de Hubble pour le calculer.

### Émission de radiation ultraviolette
NGC 3558 est une galaxie dont le noyau brille dans le domaine de l'ultraviolet. Elle est inscrite dans le catalogue de Markarian sous la cote Mrk 422 (MK 422).